# River Point
River Point, precedentemente noto come 200 North Riverside Plaza, è grattacielo di Chicago, Illinois.

## Caratteristiche
Situato a 444 West Lake Street, l'edificio di 52 piani ha una superficie di 92.900 m² ed è alto 213 metri. Si trova a causa dei diritti aerei sopra i binari della ferrovia cittadina e anche la parte della metropolitana della linea blu CTA, che ha influenzato l'angolo di alcune colonne di supporto, che a sua volta ha prodotto l'arco parabolico alla base dell'edificio.
È stato sviluppato da Hines e progettato da Pickard Chilton. L'edificio fu progettato prima della Grande Recessione nei primi del anni del XXI secolo e costruito dopo di essa. L'edificio ha la certificazione LEED Gold.